# Вервет
Верветът (Chlorocebus pygerythrus) е вид бозайник от семейство Коткоподобни маймуни (Cercopithecidae).

## Разпространение и местообитание
Разпространен е в Ботсвана, Бурунди, Етиопия, Кения, Малави, Мозамбик, Руанда, Сомалия, Южна Африка, Свазиленд, Танзания, Уганда, Замбия и Зимбабве.